# Gilbert Perreault
Pour les articles homonymes, voir Perreault.
Temple de la renommée : 1990
Gilbert Perreault (né le 13 novembre 1950 à Victoriaville ville du Québec au Canada) est un joueur professionnel retraité de hockey sur glace.

## Carrière
Les Sabres de Buffalo ont littéralement bâti leur organisation autour de Gilbert Perreault, en faisant de lui leur premier choix au repêchage amateur de 1970. Le joueur de 20 ans d'alors est déjà considéré comme une vedette montante, lui qui éblouissait les fans  pendant ses deux années dans la Ligue de hockey de l'Ontario. En seulement 108 parties chez les juniors, Perreault a marqué 88 buts et 130 aides pour un total de 218 points. Il débute dans la Ligue nationale de hockey avec les Sabres en 1970-1971. Perreault joue toute sa carrière de 17 saisons, soit 1 191 rencontres avec Buffalo. En 1972-1973, René Robert, Richard Martin et lui forment un des meilleurs trio de la ligue. Baptisés la « French Connection », ils mènent Buffalo en séries mais s'inclinent face aux Canadiens de Montréal.
Au cours des années, Perreault marque 512 buts et 814 aides, pour 1 326 points. Plusieurs fois nommé dans l'équipe d'étoiles, il s'est distingué en remportant le Trophée Calder en 1971 et le Trophée Lady Byng en 1973.
Après sa retraite, Perreault est intronisé au Temple de la renommée du hockey en 1990 et voit l'organisation des Sabres retirer son numéro de chandail numéro 11.

## Statistiques
| Saison     | Équipe                      | Ligue      |       | Saison régulière | Saison régulière | Saison régulière | Saison régulière | Saison régulière |    | Séries éliminatoires | Séries éliminatoires | Séries éliminatoires | Séries éliminatoires | Séries éliminatoires |
| Saison     | Équipe                      | Ligue      | PJ    | B                | A                | Pts              | Pun              | PJ               | B  | A                    | Pts                  | Pun                  |                      |                      |
| 1967-1968  | Canadien junior de Montréal | AHO        | 47    | 15               | 34               | 49               | 10               | --               | -- | --                   | --                   | --                   |                      |                      |
| 1968-1969  | Canadien junior de Montréal | AHO        | 54    | 37               | 60               | 97               | 29               | --               | -- | --                   | --                   | --                   |                      |                      |
| 1969-1970  | Canadien junior de Montréal | AHO        | 54    | 51               | 70               | 121              | 26               | --               | -- | --                   | --                   | --                   |                      |                      |
| 1970-1971  | Sabres de Buffalo           | LNH        | 78    | 38               | 34               | 72               | 19               | --               | -- | --                   | --                   | --                   |                      |                      |
| 1971-1972  | Sabres de Buffalo           | LNH        | 76    | 26               | 48               | 74               | 24               | --               | -- | --                   | --                   | --                   |                      |                      |
| 1972-1973  | Sabres de Buffalo           | LNH        | 78    | 28               | 60               | 88               | 10               | 6                | 3  | 7                    | 10                   | 2                    |                      |                      |
| 1973-1974  | Sabres de Buffalo           | LNH        | 55    | 18               | 33               | 51               | 10               | --               | -- | --                   | --                   | --                   |                      |                      |
| 1974-1975  | Sabres de Buffalo           | LNH        | 68    | 39               | 57               | 96               | 36               | 17               | 6  | 9                    | 15                   | 10                   |                      |                      |
| 1975-1976  | Sabres de Buffalo           | LNH        | 80    | 44               | 69               | 113              | 36               | 9                | 4  | 4                    | 8                    | 4                    |                      |                      |
| 1976-1977  | Sabres de Buffalo           | LNH        | 80    | 39               | 56               | 95               | 30               | 6                | 1  | 8                    | 9                    | 4                    |                      |                      |
| 1977-1978  | Sabres de Buffalo           | LNH        | 79    | 41               | 48               | 89               | 20               | 8                | 3  | 2                    | 5                    | 0                    |                      |                      |
| 1978-1979  | Sabres de Buffalo           | LNH        | 79    | 27               | 58               | 85               | 20               | 3                | 1  | 0                    | 1                    | 2                    |                      |                      |
| 1979-1980  | Sabres de Buffalo           | LNH        | 80    | 40               | 66               | 106              | 57               | 14               | 10 | 11                   | 21                   | 8                    |                      |                      |
| 1980-1981  | Sabres de Buffalo           | LNH        | 56    | 20               | 39               | 59               | 56               | 8                | 2  | 10                   | 12                   | 2                    |                      |                      |
| 1981-1982  | Sabres de Buffalo           | LNH        | 62    | 31               | 42               | 73               | 40               | 4                | 0  | 7                    | 7                    | 0                    |                      |                      |
| 1982-1983  | Sabres de Buffalo           | LNH        | 77    | 30               | 46               | 76               | 34               | 10               | 0  | 7                    | 7                    | 8                    |                      |                      |
| 1983-1984  | Sabres de Buffalo           | LNH        | 73    | 31               | 59               | 90               | 32               | --               | -- | --                   | --                   | --                   |                      |                      |
| 1984-1985  | Sabres de Buffalo           | LNH        | 78    | 30               | 53               | 83               | 42               | 5                | 3  | 5                    | 8                    | 4                    |                      |                      |
| 1985-1986  | Sabres de Buffalo           | LNH        | 72    | 21               | 39               | 60               | 28               | --               | -- | --                   | --                   | --                   |                      |                      |
| 1986-1987  | Sabres de Buffalo           | LNH        | 20    | 9                | 7                | 16               | 6                | --               | -- | --                   | --                   | --                   |                      |                      |
| Totaux LNH | Totaux LNH                  | Totaux LNH | 1 191 | 512              | 814              | 1 326            | 500              | 90               | 33 | 70                   | 103                  | 44                   |                      |                      |